# 肯·弗莱彻
肯·弗莱彻（英語：Ken Fletcher，1940年6月15日—2006年2月11日），生于昆士兰州布里斯班，澳大利亚男子网球运动员，1968年成为职业球手。他曾获得温布尔登网球锦标赛男子双打冠军、混合双打冠军。他于1973年退役。